# Resolutie 1472 Veiligheidsraad Verenigde Naties
Resolutie 1472 van de Veiligheidsraad van de Verenigde Naties is een resolutie van de VN-Veiligheidsraad uit maart 2003. De resolutie werd unaniem aangenomen door de vijftien leden van de Raad.

## Achtergrond
In 1995 werd het Olie-voor-voedselprogramma opgericht om de Iraakse bevolking te voorzien in haar basisbehoeften nadat het land enkele jaren daarvoor de Golfoorlog verloor.
In maart 2003 vielen de Verenigde Staten en het Verenigd Koninkrijk Irak opnieuw binnen. Daags voordien riepen de Verenigde Naties al hun personeel uit het land terug.

## Inhoud
De Veiligheidsraad:
- Merkt op dat de Vierde Geneefse Conventie bepaalt dat de bezetter de bevolking voedsel en geneesmiddelen moet verzekeren.
- Is ervan overtuigd dat de bevolking in Irak en deze die gevlucht zijn dergelijke hulp nog steeds nodig hebben.
- Verwijst naar de vorige resoluties ter zake 661, 986, 1409 en 1454.
- Verwijst naar de beslissing van de secretaris-generaal op 17 maart om alle VN-personeel uit Irak terug te trekken.
- Onderstreept het belang van de voortzetting van het voedseldistributienetwerk.
- Onderstreept ook het belang om het Programma verder te herzien tijdens en na de noodfase (de oorlog).
- Bevestigt dat het Iraakse volk zijn eigen toekomst moet bepalen en grondstoffen beheren.
- Bevestigt het respect van alle VN-lidstaten voor de Iraakse soevereiniteit.
- Handelend onder hoofdstuk VII van het Handvest van de Verenigde Naties:

1. Vraagt alle partijen zich strikt aan de internationale wetten, de Geneefse en Haagse Conventies in het bijzonder, te houden.
2. Roept de internationale gemeenschap op de Iraakse bevolking te helpen, om direct te reageren op mogelijke VN-oproepen en het Rode Kruis en andere organisaties te steunen.
3. Ziet in dat het programma moet worden aangepast aan de nieuwe uitzonderlijke situatie in Irak.
4. Staat de VN-secretaris-generaal toe volgende stappen te ondernemen:
a. Alternatieve locaties op te zoeken voor de verwerking van de humanitaire goederen geleverd onder het programma.
b. De leveringscontracten na te kijken en te verwerken in volgorde van de noodzaak van de betreffende goederen.
c. De leveranciers te contacteren voor de locatie van de goederen en om ze eventueel te vertragen, versnellen of af te leiden.
d. De voorwaarden in de contracten te heronderhandelen in verband met de paragrafen a, b en c.
e. Nieuwe contracten voor noodzakelijke medische goederen af te sluiten.
f. Fondsen van de borgrekening te nemen om de levering van deze goederen te verzekeren.
g. Fondsen van de borgrekening te gebruiken om leveranciers te vergoeden die vroeger, later, elders of meer moeten leveren.
h. Fondsen van de borgrekening te gebruiken om bijkomende kosten door de tijdelijke aanpassing van het programma te betalen.
i. Fondsen van de borgrekening te gebruiken om lokale (Irak) goederen te kopen en kosten verwant aan de levering van humanitaire goederen te betalen.
5. Is als tweede stap klaar om de secretaris-generaal nog functies te geven als de situatie het toelaat als het Programma hernomen wordt.
6. Is klaar bijkomend geld ter beschikking te stellen indien nodig om de humanitaire noden van de Irakezen te lenigen.
7. Beslist dat alle operaties buiten het Olie-voor-voedselprogramma herzien worden door het Comité in een 24-uren-geen-bezwaren-procedure.
8. Roept alle partijen op humanitaire organisaties en VN-personeel ongehinderde toegang tot Irak en bevolking te geven.
9. Draagt het Comité op toe te zien op de uitvoering van de voorwaarden in paragraaf °4.
10. Beslist dat deze voorwaarden tot 45 dagen na de aanname van deze resolutie van kracht blijven en verlengd kunnen worden.
11. Vraagt de secretaris-generaal alles te doen om deze resolutie uit te voeren en aan de Veiligheidsraad te rapporteren voor de 45 dagen (paragraaf °10) om zijn.
12. Beslist de zaak te blijven opvolgen.

## Verwante resoluties
- Resolutie 1447 Veiligheidsraad Verenigde Naties (2002)
- Resolutie 1454 Veiligheidsraad Verenigde Naties (2002)
- Resolutie 1476 Veiligheidsraad Verenigde Naties
- Resolutie 1483 Veiligheidsraad Verenigde Naties

Lijst ·  1455 ·  1456 ·  1457 ·  1458 ·  1459 ·  1460 ·  1461 ·  1462 ·  1463 ·  1464 ·  1465 ·  1466 ·  1467 ·  1468 ·  1469 ·  1470 ·  1471 ·  1472 ·  1473 ·  1474 ·  1475 ·  1476 ·  1477 ·  1478 ·  1479 ·  1480 ·  1481 ·  1482 ·  1483 ·  1484 ·  1485 ·  1486 ·  1487 ·  1488 ·  1489 ·  1490 ·  1491 ·  1492 ·  1493 ·  1494 ·  1495 ·  1496 ·  1497 ·  1498 ·  1499 ·  1500 ·  1501 ·  1502 ·  1503 ·  1504 ·  1505 ·  1506 ·  1507 ·  1508 ·  1509 ·  1510 ·  1511 ·  1512 ·  1513 ·  1514 ·  1515 ·  1516 ·  1517 ·  1518 ·  1519 ·  1520 ·  1521